# 半隆胎鳚
半隆胎鳚（學名：Hemiemblemaria simulus），為輻鰭魚綱鳚形目煙管鳚科半隆胎鳚屬的一種，分布於西大西洋美國[佛羅里達州]]、巴哈馬至中美洲海域，深度可達20公尺，本魚體延長，頭小且尖，無刺，鼻孔、眼、頸背無卷鬚，頜長，下頜突出，下頜兩側和前部的上唇，下頜尖端沒有尖銳的肉質突起，口腔頂部兩側各有一排牙齒，頜骨外有一排大而彎曲的牙齒，內有一排小牙齒，無側線、無鱗片，背鰭硬棘21-23枚、背鰭軟條17枚，體色多變，上部為黃色至綠黃色，下部為白色，有或無寬的深色條紋，從吻部穿過眼睛到尾鰭基部，在尾鰭基部加寬成一個圓形黑點；背鰭外側靠近前部有一個黑斑，沿著鼻子和頸背的中心以及背部多刺的背鰭基部有了中央多刺的背鰭。幼魚半透明，有黑色條紋，體長可達10公分，棲息在珊瑚礁及岩礁海域，通常躲在洞穴，會擬態雙帶錦魚(Thalassoma bifasciatum)，以小型甲殼類、橈腳類及小魚為食，雌魚產附著性卵，由雄魚守護魚卵，可做為觀賞魚。